# ヒュドラ (クトゥルフ神話)
ヒュドラ（ハイドラ、Hydra）は、『ウィアード・テイルズ』誌1939年4月号に掲載されたヘンリー・カットナーの小説、および作中に登場する架空の生物である。

## 作品
カットナーによるクトゥルフ神話作品。後述のヒュドラを題材としたコズミック・ホラーであり、またアザトースに着眼が当たる。
カットナーはラヴクラフトの母なるヒュドラを知った上で、同名の神格ヒュドラを創造した。あえて同名を設定したカットナーの意図はわからない。さらにカットナーには『ダゴンの末裔』という短編があり、アトランティスのエラークシリーズの一遍に位置付けられている。
諸作品に先駆けてアザトースが登場する。当時は『未知なるカダスを夢に求めて』は発表されておらず、レイニーがアザトースを邪神の首領と明確化するよりも前に、この作品が書かれている。アザトースを解説するにあたり頻出する「万物はアザトースの思考で造られた」という記述は本作が起源とおぼしい。
東雅夫は「神話大系の中でも、比較的性格の不明確な神性であるヒュドラが登場する珍しいエピソード」と解説している。

### あらすじ
ハリウッド在住のエドマンドとルドウィクの2人は、入手した本に載っていた「アストラル体の投影実験」を試みる。バルティモア在住のスコットにオカルトの助言を求める手紙を出したものの、好奇心に駆られた2人は返事が来る前に実験に取り掛かる。2人の意識をアメリカ大陸を横断してスコットの元に飛ばせれば成功、と計画する。
薬物が幻覚を呼び起こし、エドマンドは、無数の人間や生物の頭部が生えた灰色の海を目撃する。続いてエドマンドの意識はスコットの家に到着するが、突然スコットは狂乱して逃げ回る。そこで夢は途切れ、2人は同じ物を見たことを確認し合い、また実験は謎の結晶体を化学生成していた。入れ違いでスコットから電報が届き「実験を試みるなかれ。俺が死ぬかもしれない」と告げられる。
翌日、2人はスコットの怪死を知る。首が切り落とされて無くなっており、現場には謎の粘着物が残されており、スコットは死の直前にエドマンド宛に手紙を出していた。手紙には、脳を喰らう怪物ヒュドラの説明が書かれており、さらに、外世界のヒュドラは投影アストラルに宿ることで地球上に現れて獲物を捕らえること、そもそも例の本自体が餌を釣るための罠であることなどが記されていた。手紙を受け取り読んだエドマンドは、スコットが犠牲になったことを悟り、ショックを受けて入院する。ルドウィクは本を焼き捨てる。
だがスコットは異次元に囚われながらも生きていた。スコットは例の結晶体を介してルドウィクに助言する。ルドウィクは結晶体を介して異次元へと入り、スコットを見つけ出してヒュドラの首から切り離す。何度か出入りをくり返して状況は前進するも、完全救出には至らない。そもそも首だけで現実世界に戻ってもスコットが生きられるわけがないため、アザトースの創造の力で胴体を作る必要がある。つまりスコットの首を破壊神アザトースの元に連れて行かなければならない。これらの事情をルドウィクは病室のエドマンドに説明し、帰宅して続きに挑むも、失敗する。
エドマンドは無理やり退院して帰宅し、結晶物からスコットの説明を聞いて、ルドウィクの役目を引き継ぐ。エドマンドはスコットとルドウィクを救出すべく、異次元と現実世界の出入りをくり返す。ルドウィクは変質して恐ろしい姿に成り果て、次元の彼方に消える。2人はアザトースの混沌へと近づくが、土壇場でエドマンドはアザトースを恐れて、スコットを見捨てる。エドマンドは現実世界に戻ったまま異次元に入らず、仲介の結晶物を叩き壊そうとする。
警察はエドマンドの部屋で、異界の物質がこびりついたスコットの生首と、彼に頸動脈を噛み切られたエドマンドの死体を発見する。さらにエドマンドの手記も回収されるが、オカルトと麻薬幻覚にまみれた怪文書でしかなく、大陸の東西で2人または3人の男が死んだ不可解な事件として煽情的に報道される。

### 主な登場人物
- ポール・エドマンド - カリフォルニア州ハリウッド在住の作家。頸動脈を切られて死ぬ。
- ロバート・ルドウィク（ボブ） - ハリウッド在住の作家。失踪する。
- ケネス・スコット - メリーランド州バルティモア在住の作家・オカルティスト。首を切り落とされて死んだが、頭部が見つかっていない。

### 用語
ヒュドラ
外世界の深淵に棲まう怪物。生物の脳から滋養分を吸収する。無数の生物の頭部を生やした灰色の粘液の海として見えるが、それらの頭部は捕らえた獲物達の首である。ギリシア神話のヒュドラ伝説は、この怪物の派生にすぎない。
アザトース
万物の王。存在するものは全てアザトースの思考によって創造された。周囲を究極の混沌が渦巻いており、近づいて思考すれば失った肉体すら再構築できるはずだが、少しでもアザトースを見ることは破滅を意味する。
ファロル
「暗黒のファロル」と呼ばれる謎の固有名詞。スコットの手紙で少し言及されるのみ。
作者カットナーが、C・L・ムーアの『ノースウェスト・スミス』シリーズに登場する神ファロル（ファロール）の名前を借りて作中に出したものである。それだけの単発ネタであったが、後続作家たちによってクトゥルフ神話が体系化され継続したことで、ファロルも神話体系に取り込まれていく。
『魂の射出』
ルドウィクがサン・ペドロで購入した、わずか8ページの私家版パンフレット。7ページ目までは陳腐なオカルト議論で、最後のページにアストラル投影の方法が書かれている。だがこの本そのものが、異次元のヒュドラに生贄を捧げるために信奉者が設置したトラップである。ルドウィクが焼き捨てたため、警察には回収されなかった。
結晶体
実験の化学薬品が結晶化して出来た物。サイズは約6インチ、形はおおよそピラミッドに似る。材質はつや消しガラスのように脆く、あらゆる角度や面（狂った角度と面）を含む。

### 収録
- クト9「ヒュドラ」三宅初江訳
- 真ク1&新ク3「ハイドラ」加藤遍里訳

## 怪物
ギリシア神話の怪物ヒュドラ伝説のオリジナル。アザトースの座する混沌に接した外世界の深淵に棲まう怪物。その姿は微光を放つ広大な灰色の原形質状の流動体で、人間を含めあらゆる知的生物達の頭部が突き出している。様々な世界の生物達から頭部を奪い、脳を喰らっている。
『魂の射出』と言う小冊子に書かれた「アストラル体の投影」の手順に従って幽体離脱を行うと、ヒュドラの空間に引き寄せられ、ヒュドラはその人物のアストラル体を手繰って地球上に顕現し、出会った人物の首を奪い取って元の次元に帰る。犠牲者の胴体は当然死ぬが、異次元に持ち去られた頭部は死なず、生きたまま時間をかけてヒュドラに脳と思考を喰われていく。
旧支配者ダゴンの妻ヒュドラ（ハイドラ）（Hydra）と同名。
ヒュドラ神格の位置づけ・カテゴリは二次資料によって異なる。母なるヒュドラは載っているが、こちらのヒュドラが載っていない事典資料も多い。
- 山本弘の『クトゥルフ・ハンドブック』（1988年）では外なる神で、異名は「一千の顔の月」、加えて「おそらく異次元宇宙に存在する小神であろうと思われます」と推測混じりで書かれている[2]。
- 東雅夫の『クトゥルー神話事典』（第四版2013年）では、分類不明の怪物で、「<母なるヒュドラ>とは別種の存在と思われる」と書かれている。[3]
- ダニエル・ハームズの『エンサイクロペディア・クトゥルフ』（第2版邦訳版・2007年）では、神格としての分類不明[4]。
- TRPGの副読本『マレウス・モンストロルム』（邦訳2008年）ではグレート・オールド・ワン（＝旧支配者）とされ、「千の顔を持つ月」と異名がつけられている。[5]

ヘンリー・カットナーが創造した神格・怪物。登場作品はカットナーの『ヒュドラ』のみ。